# Wish (芸能事務所)
Wish（ういっしゅ）は、東京都新宿区に拠点を置く芸能プロダクション。

## 概要
主にAV女優のマネジメントを手掛けている。このほか着エロ系アイドルも在籍。
以前のプロダクション名はGIRFY（ギルフィー、2013年12月設立）で、2019年7月にWishに変更。
SPA・第二プロダクション協会会員であり同協会理事。2023年時点の代表は坂本拓実。

## 所属女優
- 天然美月[1]
- 朝日りん
- 綾瀬こころ
- 百瀬りこ
- 結城るみな[1][4]
- 松本流佳
- 霜月るな[1]
- 夏愛あずさ
- 綿矢好花
- 悠月アイシャ[1]
- 斎藤まりな
- REMI
- 丘えりな
- 平野りおん
- 斎藤みくる
- NIMO

## 過去に在籍した女優
- 天羽成美
- 五十嵐かな
- 篠崎里帆
- 満島みう
- 椿ましろ
- 優木いおり
- 須田凛夢
- 二ノ宮せな
- 早川ひかり
- 小川ひまり
- 堀北わん
- 森下まりこ
- 伊東める[5]
- 星川まい
- 七咲みいろ
（現 百咲みいろ）
- 天音恋愛
- 桜坂りんか